# Дмитриевский район
Дми́триевский район — административно-территориальная единица в Курской области России. В границах района образован одноимённый муниципальный район.
Административный центр — город Дмитриев.

## География
Район расположен в северо-западной части Курской области. Граничит с Железногорским, Конышевским, Хомутовским районами Курской области, а также с Комаричским и Севским районами Брянской области. Площадь — 1 270 км² (5-е место среди районов). Протяжённость района с севера на юг — 51 км, с востока на запад — 53 км, общая протяжённость границ района составляет 312 км.
Основные реки — Свапа, Харасея.

## История

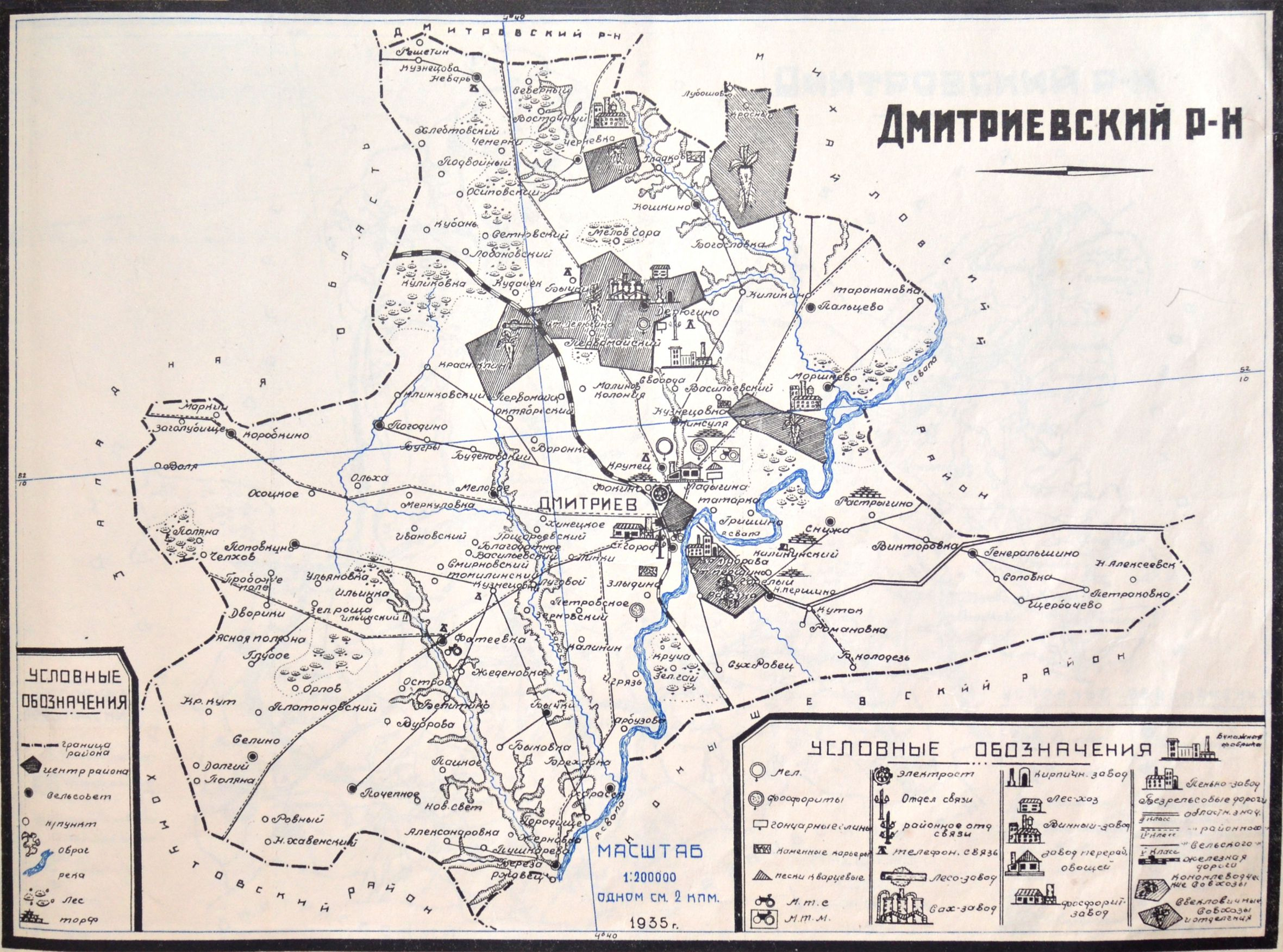
План Дмитриевского района. 1935 год

Район образован в 1928 году в составе Льговского округа Центрально-Чернозёмной области. В 1934 году вошёл в состав вновь образованной Курской области.

## Население
| 1939    | 1959    | 1970    | 1979    | 1989    | 2002    | 2004    | 2007    | 2009    |
| ------- | ------- | ------- | ------- | ------- | ------- | ------- | ------- | ------- |
| 71 881  | ↘58 604 | ↘48 874 | ↘38 043 | ↘31 206 | ↘22 420 | ↘21 500 | ↘18 758 | ↘18 245 |
| 2010    | 2011    | 2012    | 2013    | 2014    | 2015    | 2016    | 2017    | 2018    |
| ↘18 088 | ↘17 912 | ↘17 173 | ↘16 573 | ↘16 105 | ↘15 584 | ↘15 176 | ↘14 854 | ↘14 464 |
| 2019    | 2020    | 2021    |         |         |         |         |         |         |
| ↘14 136 | ↘13 875 | ↗13 936 |         |         |         |         |         |         |

### Урбанизация
Городское население (город Дмитриев) составляет  43,64 % от всего населения района.

### Национальный состав
По итогам переписи населения 2020 года проживали следующие национальности (национальности менее 0,1 % и другое, см. в сноске к строке «Другие»):
| Национальность | Численность, чел. | Доля     |
| -------------- | ----------------- | -------- |
| Русские        | 12 805            | 91,88 %  |
| Таджики        | 70                | 0,50 %   |
| Украинцы       | 54                | 0,39 %   |
| Армяне         | 49                | 0,35 %   |
| Узбеки         | 30                | 0,22 %   |
| Другие         | 928               | 6,66 %   |
| Итого          | 13 936            | 100,00 % |

## Административно-муниципальное устройство
Дмитриевский район как административно-территориальная единица включает 19 сельсоветов и 1 город.
В рамках организации местного самоуправления в муниципальный район входят 8 муниципальных образований, в том числе одно городское и 7 сельских поселений:
| №        | Муниципальное образование   | Административный центр    | Количество населённых пунктов | Население (чел.) | Площадь (км²) |
| -------- | --------------------------- | ------------------------- | ----------------------------- | ---------------- | ------------- |
| 1e-06    | Городское поселение:        |                           |                               |                  |               |
| 1        | город Дмитриев              | город Дмитриев            | 1                             | ↘6082            | 7,94          |
| 1.000002 | Сельские поселения:         |                           |                               |                  |               |
| 2        | Дерюгинский сельсовет       | село Дерюгино             | 10                            | ↗637             | 126,11        |
| 3        | Крупецкой сельсовет         | село Крупец               | 8                             | ↘1927            | 66,48         |
| 4        | Новопершинский сельсовет    | деревня Новая Першина     | 21                            | ↘936             | 208,03        |
| 5        | Первоавгустовский сельсовет | посёлок Первоавгустовский | 20                            | ↗1701            | 262,16        |
| 6        | Поповкинский сельсовет      | село Поповкино            | 27                            | ↗780             | 255,87        |
| 7        | Почепский сельсовет         | село Почепное             | 11                            | ↗558             | 158,53        |
| 8        | Старогородский сельсовет    | село Старый Город         | 26                            | ↗1080            | 184,42        |

В ходе муниципальной реформы 2006 года в составе новообразованного муниципального района законом Курской области от 21 октября 2004 года были созданы 20 муниципальных образований, в том числе одно городское поселение (в рамках города) и 19 сельских поселений (в границах сельсоветов).
Законом Курской области от 26 апреля 2010 года был упразднён ряд сельских поселений: Бычковский, Неварьский и Черневский сельсоветы (включены в Первоавгустовский сельсовет); Берёзовский и Харасейский сельсоветы (включены в Старогородский сельсовет); Пальцевский сельсовет (включён в Дерюгинский сельсовет); Меловский и Погодинский сельсоветы (включены в Поповкинский сельсовет); Селинский и Фатеевский сельсоветы (включены в Почепской сельсовет, с декабря 2010 года — Почепский сельсовет); Генеральшинский и Снижанский сельсоветы (включены в Новопершинский сельсовет). Соответствующие сельсоветы как административно-территориальные единицы упразднены не были.

## Населённые пункты
Распределение населения района:
 Дмитриев  (43,64 %) Первоавгустовский (11,52 %) Крупец  (7,17 %) Старый Город  (5,17 %) Фокино  (4,22 %) Дерюгино  (4,11 %) Остальные (24,17 %)
В Дмитриевском районе 124 населённых пункта, в том числе один город и 123 сельских населённых пункта.
| №   | Населённый пункт      | Тип              | Население | Муниципальное образование   |
| --- | --------------------- | ---------------- | --------- | --------------------------- |
| 1   | Александровка         | посёлок          | ↘4        | Поповкинский сельсовет      |
| 2   | Арбузово              | село             | ↘36       | Старогородский сельсовет    |
| 3   | Беликово              | посёлок          | ↘4        | Поповкинский сельсовет      |
| 4   | Белитино              | село             | ↘18       | Почепский сельсовет         |
| 5   | Белый Колодезь        | посёлок          | ↘3        | Новопершинский сельсовет    |
| 6   | Береза                | село             | ↘192      | Старогородский сельсовет    |
| 7   | Богославка            | деревня          | ↘2        | Первоавгустовский сельсовет |
| 8   | Борки                 | посёлок          | ↘10       | Новопершинский сельсовет    |
| 9   | Будённовский          | посёлок          | ↘3        | Поповкинский сельсовет      |
| 10  | Быховка               | село             | ↘10       | Старогородский сельсовет    |
| 11  | Бычки                 | село             | ↘161      | Первоавгустовский сельсовет |
| 12  | Викторовка            | хутор            | ↗17       | Новопершинский сельсовет    |
| 13  | Владимировский        | посёлок          | ↘2        | Поповкинский сельсовет      |
| 14  | Волчек                | посёлок          | ↘0        | Поповкинский сельсовет      |
| 15  | Волчьи Ямы            | посёлок          | ↘0        | Старогородский сельсовет    |
| 16  | Воля                  | посёлок          | →0        | Поповкинский сельсовет      |
| 17  | Воронки               | посёлок          | ↘0        | Поповкинский сельсовет      |
| 18  | Восточный             | посёлок          | ↘0        | Первоавгустовский сельсовет |
| 19  | Галицина-Кузнецовка   | деревня          | ↘7        | Первоавгустовский сельсовет |
| 20  | Генеральшино          | село             | ↘194      | Новопершинский сельсовет    |
| 21  | Гладкое               | село             | ↘0        | Первоавгустовский сельсовет |
| 22  | Глубое                | село             | ↘55       | Почепский сельсовет         |
| 23  | Горелое               | посёлок          | ↘10       | Новопершинский сельсовет    |
| 24  | Городище              | деревня          | ↘12       | Старогородский сельсовет    |
| 25  | Григорьевский         | посёлок          | ↘23       | Поповкинский сельсовет      |
| 26  | Гришино               | посёлок          | ↘28       | Крупецкой сельсовет         |
| 27  | Дворики               | посёлок          | ↘1        | Поповкинский сельсовет      |
| 28  | Дерюгино              | село             | ↘573      | Дерюгинский сельсовет       |
| 29  | Дмитриев              | город            | ↘6082     | город Дмитриев              |
| 30  | Дмитриевская Колония  | посёлок          | ↘14       | Новопершинский сельсовет    |
| 31  | Докторово-Кузнецовка  | село             | ↘28       | Крупецкой сельсовет         |
| 32  | Долбиловка            | посёлок          | ↘7        | Старогородский сельсовет    |
| 33  | Долгий                | посёлок          | ↘0        | Почепский сельсовет         |
| 34  | Железнодорожный       | посёлок          | ↘0        | Новопершинский сельсовет    |
| 35  | Жиденовка             | деревня          | ↘3        | Почепский сельсовет         |
| 36  | Жирновка              | деревня          | ↘19       | Старогородский сельсовет    |
| 37  | Жирновский            | посёлок          | ↘0        | Старогородский сельсовет    |
| 38  | Заголубище            | посёлок          | ↘5        | Поповкинский сельсовет      |
| 39  | Зажелезнодорожный     | посёлок          | ↘0        | Первоавгустовский сельсовет |
| 40  | Зелёная Роща          | посёлок          | ↘3        | Поповкинский сельсовет      |
| 41  | Зелёный Гай           | посёлок          | ↘0        | Новопершинский сельсовет    |
| 42  | Злыдино               | деревня          | ↘6        | Старогородский сельсовет    |
| 43  | Ивановский            | посёлок          | ↘6        | Поповкинский сельсовет      |
| 44  | Калиновский           | хутор            | →0        | Старогородский сельсовет    |
| 45  | Камариче-Кузнецовка   | село             | ↘30       | Старогородский сельсовет    |
| 46  | Каменка               | посёлок          | ↘9        | Дерюгинский сельсовет       |
| 47  | Киликино              | деревня          | ↘60       | Дерюгинский сельсовет       |
| 48  | Кирпиловка            | посёлок          | ↘25       | Дерюгинский сельсовет       |
| 49  | Коробкино             | село             | ↘119      | Поповкинский сельсовет      |
| 50  | Кошкино               | село             | ↘1        | Первоавгустовский сельсовет |
| 51  | Красная Гора          | посёлок          | ↗33       | Старогородский сельсовет    |
| 52  | Красная Дубрава       | посёлок          | ↘317      | Новопершинский сельсовет    |
| 53  | Красный Клин          | село             | ↘35       | Поповкинский сельсовет      |
| 54  | Крупец                | село             | ↘999      | Крупецкой сельсовет         |
| 55  | Кубань                | село             | ↘16       | Первоавгустовский сельсовет |
| 56  | Куток                 | село             | ↘34       | Новопершинский сельсовет    |
| 57  | Ладыгино              | деревня          | ↘284      | Крупецкой сельсовет         |
| 58  | Лесной                | посёлок          | ↘15       | Первоавгустовский сельсовет |
| 59  | Лесовой               | посёлок          | ↘0        | Поповкинский сельсовет      |
| 60  | Лобановский           | посёлок          | ↘0        | Первоавгустовский сельсовет |
| 61  | Лозливый              | посёлок          | ↘38       | Почепский сельсовет         |
| 62  | Лозы                  | посёлок          | ↗14       | Старогородский сельсовет    |
| 63  | Луговой               | посёлок          | ↘7        | Старогородский сельсовет    |
| 64  | Маркино               | посёлок          | →2        | Поповкинский сельсовет      |
| 65  | Мартовский            | посёлок          | ↘6        | Поповкинский сельсовет      |
| 66  | Мелгора               | посёлок          | ↘5        | Первоавгустовский сельсовет |
| 67  | Меловое               | село             | ↘179      | Поповкинский сельсовет      |
| 68  | Меркуловка            | посёлок          | ↘49       | Поповкинский сельсовет      |
| 69  | Моисеево              | деревня          | ↘4        | Старогородский сельсовет    |
| 70  | Моршнево              | деревня          | ↘136      | Дерюгинский сельсовет       |
| 71  | Неварь                | село             | ↘216      | Первоавгустовский сельсовет |
| 72  | Нива                  | посёлок          | ↘404      | Крупецкой сельсовет         |
| 73  | Новая Першина         | деревня          | ↘195      | Новопершинский сельсовет    |
| 74  | Новинки               | посёлок          | ↘1        | Поповкинский сельсовет      |
| 75  | Новоалексеевка        | хутор            | ↘29       | Новопершинский сельсовет    |
| 76  | Новопальцевский       | посёлок          | →0        | Дерюгинский сельсовет       |
| 77  | Новый Свет            | посёлок          | ↘0        | Старогородский сельсовет    |
| 78  | Октябрьский           | посёлок          | ↘22       | Поповкинский сельсовет      |
| 79  | Орлово-Никольский     | посёлок          | ↘5        | Почепский сельсовет         |
| 80  | Осоцкое               | село             | ↘43       | Поповкинский сельсовет      |
| 81  | Пальцево              | село             | ↘144      | Дерюгинский сельсовет       |
| 82  | Партизанский          | посёлок          | ↘9        | Первоавгустовский сельсовет |
| 83  | Пацкое                | посёлок          | ↘0        | Старогородский сельсовет    |
| 84  | Первоавгустовский     | посёлок          | ↘1606     | Первоавгустовский сельсовет |
| 85  | Первомайский          | посёлок          | →0        | Первоавгустовский сельсовет |
| 86  | Петраковка            | село             | ↘75       | Новопершинский сельсовет    |
| 87  | Погодино              | село             | ↘222      | Поповкинский сельсовет      |
| 88  | Полозовка             | деревня          | ↘43       | Дерюгинский сельсовет       |
| 89  | Поповкино             | село             | ↘226      | Поповкинский сельсовет      |
| 90  | Посёлок имени Чапаева | посёлок          | ↘34       | Старогородский сельсовет    |
| 91  | Почепное              | село             | ↘123      | Почепский сельсовет         |
| 92  | Пристанционный        | посёлок          | ↘56       | Первоавгустовский сельсовет |
| 93  | Пробожье Поле         | село             | ↘26       | Поповкинский сельсовет      |
| 94  | Пушкарево             | деревня          | ↘13       | Старогородский сельсовет    |
| 95  | Расстрыгино           | деревня          | ↘49       | Новопершинский сельсовет    |
| 96  | Решетино              | село             | →0        | Первоавгустовский сельсовет |
| 97  | Ржавец                | посёлок          | ↘8        | Старогородский сельсовет    |
| 98  | Рогозна               | посёлок разъезда | ↘0        | Новопершинский сельсовет    |
| 99  | Рогозна               | село             | ↘55       | Новопершинский сельсовет    |
| 100 | Роженский             | посёлок          | →4        | Дерюгинский сельсовет       |
| 101 | Романовка             | село             | ↘40       | Новопершинский сельсовет    |
| 102 | Селино                | село             | ↘231      | Почепский сельсовет         |
| 103 | Снижа                 | село             | ↘269      | Новопершинский сельсовет    |
| 104 | Старая Першина        | деревня          | ↘39       | Новопершинский сельсовет    |
| 105 | Старый Город          | село             | ↗720      | Старогородский сельсовет    |
| 106 | Старый Хутор          | посёлок          | ↘15       | Старогородский сельсовет    |
| 107 | Сухой Ровец           | деревня          | ↘27       | Новопершинский сельсовет    |
| 108 | Таракановка           | деревня          | ↘25       | Дерюгинский сельсовет       |
| 109 | Татарка               | посёлок          | ↘202      | Крупецкой сельсовет         |
| 110 | Ульяновский           | посёлок          | ↘2        | Поповкинский сельсовет      |
| 111 | Уютный                | посёлок          | ↗8        | Почепский сельсовет         |
| 112 | Фатеевка              | село             | ↘186      | Почепский сельсовет         |
| 113 | Фокино                | деревня          | ↘588      | Крупецкой сельсовет         |
| 114 | Харасея               | деревня          | ↘178      | Старогородский сельсовет    |
| 115 | Хинецкое              | село             | ↘75       | Поповкинский сельсовет      |
| 116 | Хрулев                | посёлок          | ↘0        | Крупецкой сельсовет         |
| 117 | Чемерки               | посёлок          | ↘4        | Первоавгустовский сельсовет |
| 118 | Чёрная Грязь          | деревня          | ↘23       | Старогородский сельсовет    |
| 119 | Черневка              | село             | ↘46       | Первоавгустовский сельсовет |
| 120 | Чуриловский           | посёлок          | ↗19       | Первоавгустовский сельсовет |
| 121 | Шагаро-Петровское     | село             | ↘12       | Старогородский сельсовет    |
| 122 | Щербачево             | деревня          | ↗168      | Новопершинский сельсовет    |
| 123 | Ясная Поляна          | посёлок          | ↘2        | Почепский сельсовет         |
| 124 | Ясная Поляна          | посёлок          | →0        | Старогородский сельсовет    |

## Экономика
Ведущими сельскохозяйственными предприятиями Дмитриевского района являются:
ЗАО «Дмитриев- Агро-Инвест»
ООО «Агрокультура Курск»
ООО «Агропромкомплектация Курск»,
СПК «Коробкино»
ООО «Неварь»
ООО «Фатеевка».

## Транспорт
Через район проходят участок (63 км) Брянск — Льгов Орловско-Курского отделения Московской железной дороги. Протяжённость автомобильных дорог общего пользования с твёрдым покрытием составляет — около 220 км.

## Известные уроженцы
- Колосов, Митрофан Алексеевич (1839-1881) - Филолог, член-корреспондент Петербургской АН (с 1878), уроженец города Дмитриева Курской губернии.
- Минаков, Пётр Андреевич (1865—1931) — профессор медицины, основоположник российской судебной медицины.
- Любимов, Александр Михайлович (художник) (1879—1955) — русский советский художник — живописец, график, портретист, жанровый живописец, педагог, профессор Ленинградского института живописи. Родился в селе Пальцево.
- Изотова, Ирина Григорьевна (1894-1988) - Герой Социалистического Труда (1957), звеньевая колхоза «Рассвет» Дмитриевского района Курской области, уроженка деревни Злыдино Курской губернии.
- Фаддеев, Григорий Иванович (1895-1937) — Священномученик иерей, причислен к лику Святых - включен в Собор Новомучеников и Исповедников Российских XX века. Родился в селе Неварь Дмитриевского уезда Курской губернии.
- Боим, Соломон Самсонович (1899-1978) - Советский художник, график, педагог, уроженец города Дмитриева Курской губернии.
- Вербов, Яков Яковлевич (1899—1985) — советский военачальник, генерал-майор, родился в селе Глубое Дмитриевского уезда Курской губернии.
- Харитонов, Тарас Поликарпович (1899—1970) — полный кавалер ордена Славы.
- Серых, Григорий Афанасьевич (1906—1945) — Герой Советского Союза (1945), родился в селе Берёза Дмитриевского уезда Курской губернии.
- Цаценкин, Иван Афанасьевич (1905 — 1973) — советский российский учёный, специалист в области геоботаники, доктор сельскохозяйственных наук, профессор.
- Оленин Александр Михайлович, Герой Советского Союза (родился в д. Корсуля 15 марта 1909 года)[30]
- Данилин, Александр Михайлович (1910—1970) — Герой Советского Союза (1945), родился в селе Почепное Дмитриевского уезда Курской губернии.
- Блинов Иван Алексеевич, Герой Советского Союза (родился в п. Шагаро-Петровское 26 июня 1911 года)
- Андриянов, Александр Иванович (1912—1984) — Герой Советского Союза, участник Великой Отечественной войны.
- Беседин, Иван Фёдорович (1914-1986) - Полный кавалер ордена Славы (06.09.1944; 30.11.1944; 15.05.1946), родился в селе Гладкое Дмитриевского уезда Курской губернии.
- Сонин, Иван Егорович (1914—1943) — Герой Советского Союза, участник Великой Отечественной войны.
- Холобцев, Иван Иванович (1916—1944) — Герой Советского Союза (1945), родился в селе Почепное Дмитриевского уезда Курской губернии.
- Ашурков, Никита Егорович (1919—1995) — Герой Советского Союза, участник Великой Отечественной войны.
- Скворцов, Александр Егорович (1919-1976) - Герой Советского Союза (1943), родился в селе Пробожье Поле Дмитриевского уезда Курской губернии.
- Бирюков, Григорий Иванович (1919—1944) — Герой Советского Союза (1945), родился в селе Почепное Дмитриевского уезда Курской губернии.
- Цыганков, Василий Евдокимович (1920—1990) — Герой Советского Союза (1944), родился в селе Снижа Дмитриевского уезда Курской губернии.
- Баранников, Василий Фёдорович (1921—1979) — Герой Советского Союза (1945), родился в деревне Новая Першина Дмитриевского уезда Курской губернии.
- Ермаков, Василий Ермолаевич (1922—1988) — Герой Советского Союза (1945), родился в посёлке Белый Колодезь Дмитриевского уезда Курской губернии.
- Терещенко, Вера Михайловна (1924—1942) — партизанка, разведчица Дмитриевского партизанского отряда 1-й Курской партизанской бригады.
- Суржиков, Иван Николаевич (1928—2000) —  советский и российский певец, тенор, исполнитель русских народных песен (родился в селе Романовка 10 ноября 1928 года).
- Гришин, Виктор Константинович (1928—2003) —  Герой Социалистического Труда (1982), советский учёный, конструктор систем управления вооружением.  Родился в селе Дерюгино Дмитриевского района Курской области.
- Томаков, Пётр Иванович (1930—2006)  - известный учёный-горняк, доктор технических наук, профессор, заслуженный деятель науки и техники РСФСР. Родился в селе Коробкино Дмитриевского района  Курской области.